# 班戈鎮區 (明尼蘇達州波普縣)
班戈鎮區（英語：Bangor Township）是位於美國明尼蘇達州波普縣的一個行政鎮區。

## 地方資料
班戈鎮區的面積為90.96平方千米，當中陸地面積為90.56平方千米，而水域面積為0.40平方千米。根據2020年美國人口普查的數據，當地共有人口164人，而人口密度為每平方千米1.8人。